# Novion-Porcien
Pour les articles homonymes, voir Novion et Porcien.
Novion-Porcien est une commune française, située dans l'arrondissement de Rethel, dans le département des Ardennes en région Grand Est.

## Géographie

### Hydrographie
La commune est dans la région hydrographique « la Seine du confluent de l'Oise (inclus) à l'embouchure » au sein du bassin Seine-Normandie. Elle est drainée par le Plumion, le ruisseau de Mesmont, le ruisseau de Grimompre, le cours d'eau 03 de Bonne Fontaine, le ruisseau du Puits, le Fossé des Vignes et le Fossé de la Bolée,.
Le Plumion, d'une longueur de 24 km, prend sa source dans la commune de Signy-l'Abbaye et se jette  dans la Vaux à Arnicourt, après avoir traversé neuf communes.

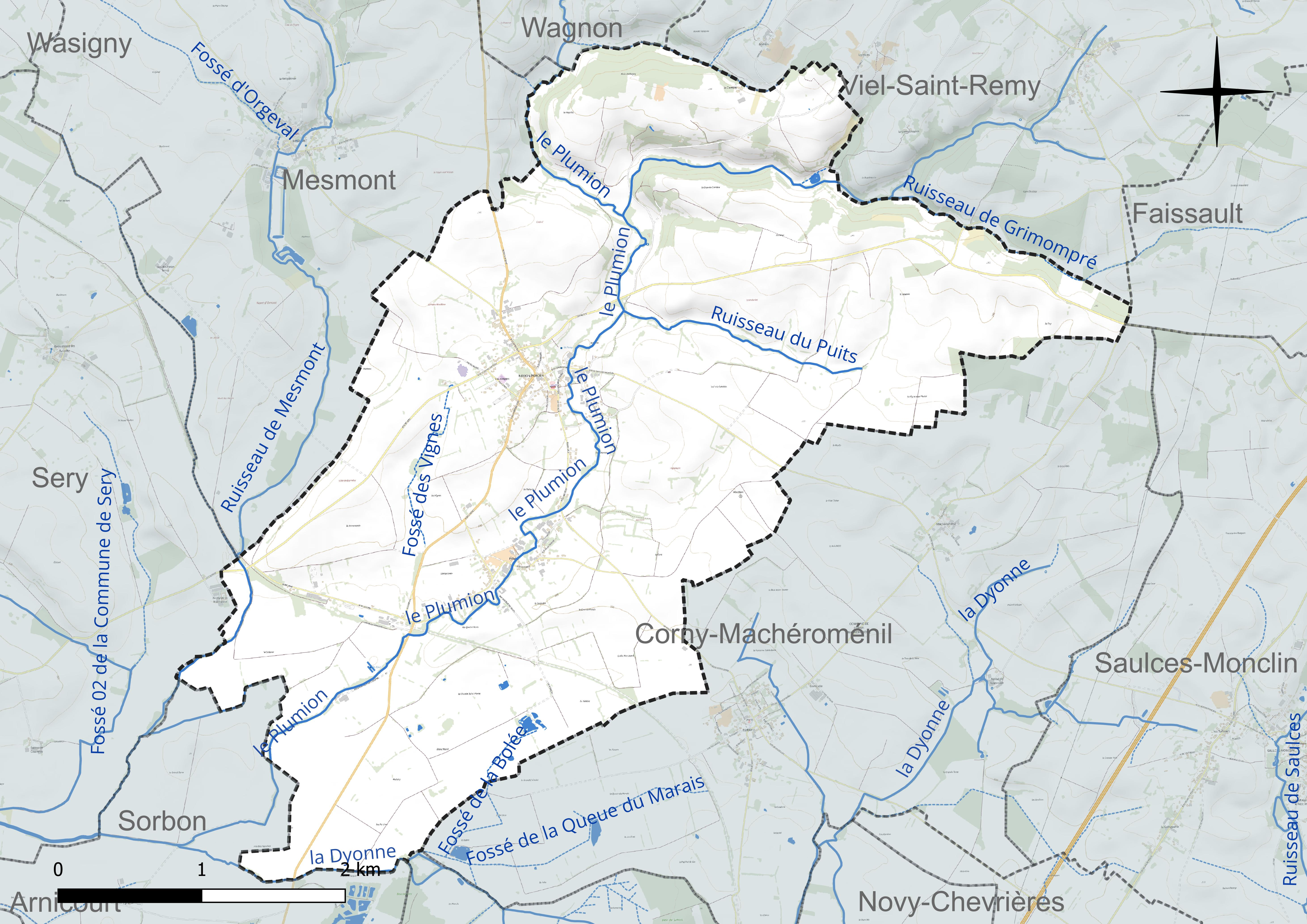
Réseau hydrographique de Novion-Porcien.

Le ruisseau de Mesmont, d'une longueur de 15 km, prend sa source dans la commune de Signy-l'Abbaye et se jette  dans le Plumion à Sery, après avoir traversé sept communes.

### Climat
Pour des articles plus généraux, voir Climat du Grand Est et Climat des Ardennes.
En 2010, le climat de la commune est de type climat océanique dégradé des plaines du Centre et du Nord, selon une étude du Centre national de la recherche scientifique s'appuyant sur une série de données couvrant la période 1971-2000. En 2020, Météo-France publie une typologie des climats de la France métropolitaine dans laquelle la commune est exposée à un climat océanique altéré et est dans la région climatique Nord-est du bassin Parisien, caractérisée par un ensoleillement médiocre, une pluviométrie moyenne régulièrement répartie au cours de l’année et un hiver froid (3 °C).
Pour la période 1971-2000, la température annuelle moyenne est de 9,9 °C, avec une amplitude thermique annuelle de 15,7 °C. Le cumul annuel moyen de précipitations est de 784 mm, avec 12,6 jours de précipitations en janvier et 9 jours en juillet. Pour la période 1991-2020, la température moyenne annuelle observée sur la station météorologique de Météo-France la plus proche, « Launois-sur-Vence_sapc », sur la commune de Launois-sur-Vence à 10 km à vol d'oiseau, est de 10,5 °C et le cumul annuel moyen de précipitations est de 889,5 mm. 
La température maximale relevée sur cette station est de 39,4 °C, atteinte le 25 juillet 2019 ; la température minimale est de −12,8 °C, atteinte le 7 février 2012,,.
Les paramètres climatiques de la commune ont été estimés pour le milieu du siècle (2041-2070) selon différents scénarios d'émission de gaz à effet de serre à partir des nouvelles projections climatiques de référence DRIAS-2020. Ils sont consultables sur un site dédié publié par Météo-France en novembre 2022.

## Urbanisme

### Typologie
Au 1er janvier 2024, Novion-Porcien est catégorisée commune rurale à habitat dispersé, selon la nouvelle grille communale de densité à 7 niveaux définie par l'Insee en 2022.
Elle est située hors unité urbaine et hors attraction des villes,.

### Occupation des sols
L'occupation des sols de la commune, telle qu'elle ressort de la base de données européenne d’occupation biophysique des sols Corine Land Cover (CLC), est marquée par l'importance des territoires agricoles (92,4 % en 2018), une proportion identique à celle de 1990 (92,4 %). La répartition détaillée en 2018 est la suivante : 
terres arables (52 %), prairies (35,7 %), zones agricoles hétérogènes (4,7 %), forêts (4 %), zones urbanisées (3,6 %). L'évolution de l’occupation des sols de la commune et de ses infrastructures peut être observée sur les différentes représentations cartographiques du territoire : la carte de Cassini (XVIIIe siècle), la carte d'état-major (1820-1866) et les cartes ou photos aériennes de l'IGN pour la période actuelle (1950 à aujourd'hui).

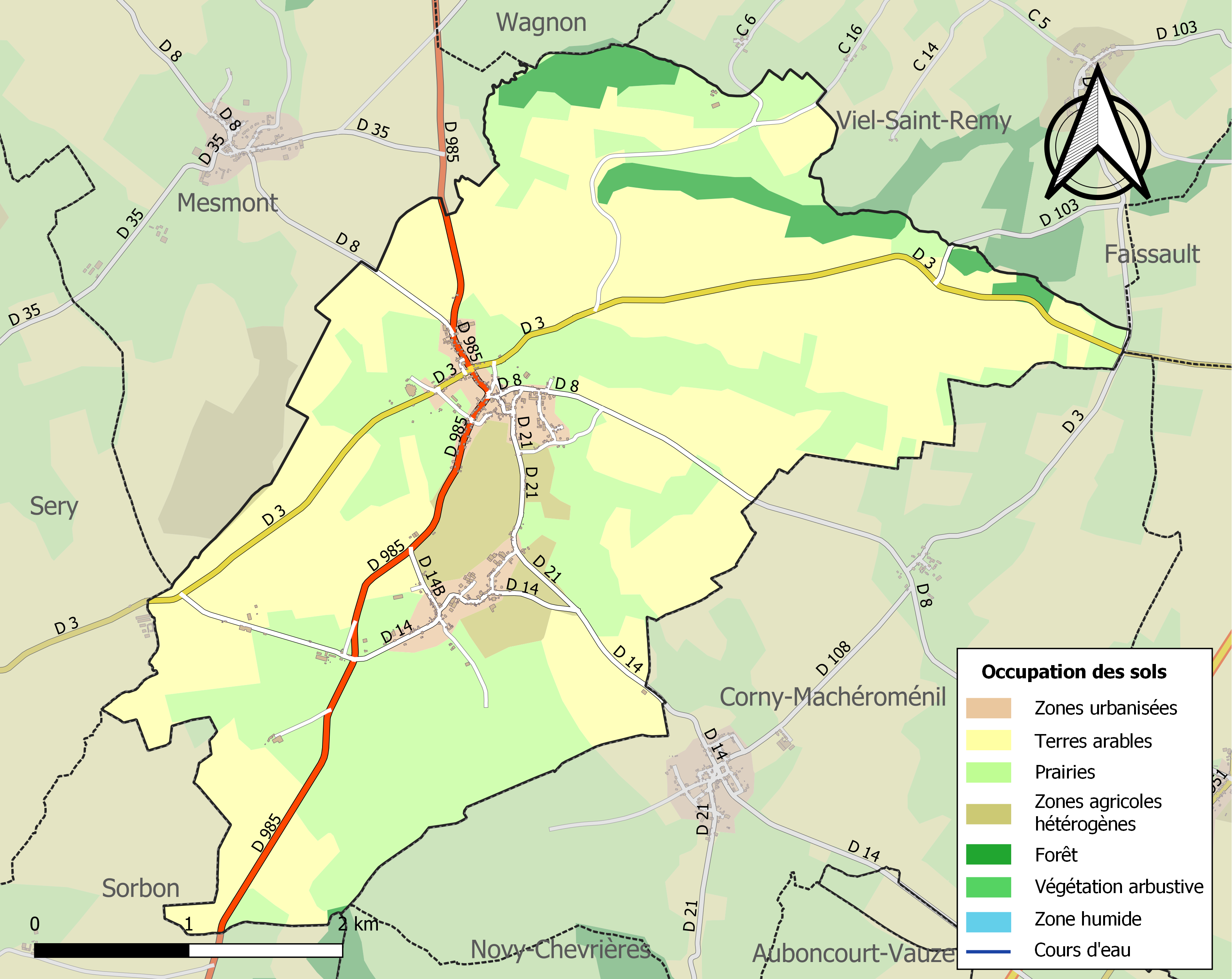
Carte des infrastructures et de l'occupation des sols de la commune en 2018 (CLC).

## Toponymie
Le nom antique de Novion-Porcien est Noviomagus[réf. nécessaire], un nom celtique que Novion-Porcien partage avec plusieurs localités, parmi elles Noyon dans l'Oise et Nimègue aux Pays-Bas[source insuffisante].
Le Porcien est une région naturelle située dans le département des Ardennes, son nom (Portus, Portien puis Porcien) est issu d'un port établi à l'endroit où la voie romaine de Reims à Cologne franchissait l'Aisne,.

## Histoire
Une voie romaine passait sur le territoire de la commune. Sur une petite colline à l’est de Novion, un terrain connu sous le nom de Ville de Pray. Nous ne savons pas s’il s’agissait d’une villa gallo-romaine ou d’une ville plus importante mais son existence est certaine. En construisant la chaussée qui suivait la route romaine, on a trouvé des substructures, des pièces de monnaie (pièces de bronze et pièces d’argent portant l’effigie de Caligula) et des vieux puits.

### Moyen Âge
On connaît peu de choses de cette période cependant les vestiges (poteries) indiquent que Novion s’étendait plus à l’est. À cette époque Novion possédait deux châteaux : le château de Geoffreville qui donnait son nom aux seigneurs de Novion et l’autre le château de l’Illette dont la place des fossés est encore marquée par un dévalement.

### Ancien Régime
La seigneurie de Geoffreville appartenait à la famille Le Danois de Geoffreville (ou Joffreville), dont le représentant le plus illustre, François Le Danois de Joffreville (mort en 1721), fut lieutenant général des armées du roi de France et membre du Conseil de la Guerre pendant la polysynodie.
A l’emplacement du château des Geoffreville fut construit un château moderne au 17e siècle. C’était une construction très importante, transformée en ferme et détruite en 1914.
Peu de temps avant la Révolution, le seigneur de Novion, irrité de ce que l’on bâtissait une maison en face de son château - maison qui lui cachait la vue sur les propriétés du bois du Fay - le sire de Geoffreville, donc prit son fusil et tua le couvreur qui terminait son ouvrage sur le toit.
Ce crime fût puni et de plus le seigneur fût condamné à la peine infamante d’avoir son château «lanterné ». Cette lanterne qui existait encore en 1814 lors du passage des cosaques lui valut maintes moqueries.
Les troupes allemandes détruisirent le château à leur passage en 1914, ils en incendièrent une partie. Quand ils repassèrent en 1918, ayant transformé les bâtiments qui restaient en dépôt de munitions, ils les firent sauter par une mine à retardement quelques jours après l’armistice. Il n’en reste donc plus rien aujourd’hui.

## Politique et administration
| Période                                  | Période  | Identité           | Étiquette | Qualité                |
| ---------------------------------------- | -------- | ------------------ | --------- | ---------------------- |
| mars 2001                                | mai 2020 | Elisabeth Gehin,   |           | Réélue en 2008 et 2014 |
| mai 2020                                 | En cours | Philippe Lantenois |           | Ancien cadre           |
| Les données manquantes sont à compléter. |          |                    |           |                        |

## Démographie
L'évolution du nombre d'habitants est connue à travers les recensements de la population effectués dans la commune depuis 1793. Pour les communes de moins de 10 000 habitants, une enquête de recensement portant sur toute la population est réalisée tous les cinq ans, les populations de référence des années intermédiaires étant quant à elles estimées par interpolation ou extrapolation. Pour la commune, le premier recensement exhaustif entrant dans le cadre du nouveau dispositif a été réalisé en 2005.

En 2022, la commune comptait 519 habitants, en évolution de +5,27 % par rapport à 2016 (Ardennes : −2,97 %, France hors Mayotte : +2,11 %).
| 1793 | 1800  | 1806  | 1821  | 1831  | 1836  | 1841  | 1846  | 1851  |
| ---- | ----- | ----- | ----- | ----- | ----- | ----- | ----- | ----- |
| 993  | 1 043 | 1 129 | 1 151 | 1 273 | 1 341 | 1 376 | 1 504 | 1 460 |

| 1866  | 1872  | 1876  | 1881 | 1886 | 1891 | 1896 | 1901 | 1906 |
| ----- | ----- | ----- | ---- | ---- | ---- | ---- | ---- | ---- |
| 1 203 | 1 097 | 1 044 | 984  | 965  | 873  | 881  | 839  | 817  |

| 1911 | 1921 | 1926 | 1931 | 1936 | 1946 | 1954 | 1962 | 1968 |
| ---- | ---- | ---- | ---- | ---- | ---- | ---- | ---- | ---- |
| 762  | 561  | 700  | 629  | 596  | 579  | 611  | 612  | 573  |

| 1975 | 1982 | 1990 | 1999 | 2005 | 2006 | 2010 | 2015 | 2020 |
| ---- | ---- | ---- | ---- | ---- | ---- | ---- | ---- | ---- |
| 498  | 467  | 477  | 481  | 494  | 494  | 502  | 497  | 502  |

| 2022 | - | - | - | - | - | - | - | - |
| ---- | - | - | - | - | - | - | - | - |
| 519  | - | - | - | - | - | - | - | - |

## Culture locale et patrimoine

### Lieux et monuments
- Musée Guerre et Paix en Ardennes
- Église Saint-Pierre de Novion-Porcien

### Personnalités liées à la commune
- François Le Danois de Joffreville (mort en 1721), marquis de Joffreville, lieutenant général des armées du roi de France et membre du Conseil de la Guerre pendant la polysynodie.
- Jean Blocquaux (1907-1959) : homme politique né à Novion-Porcien.
- Augustin Morel (1817-1888), inventeur et industriel roubaisien, est né à Novion-Porcien.

### Héraldique
| Armes de Novion-Porcien | Les armes de Novion-Porcien se blasonnent ainsi : D’azur à la croix d’argent fleurdelysée d’or. Il s'agit à l'origine des armes de la famille Le Danois de Joffreville. |